# 平山ユージ

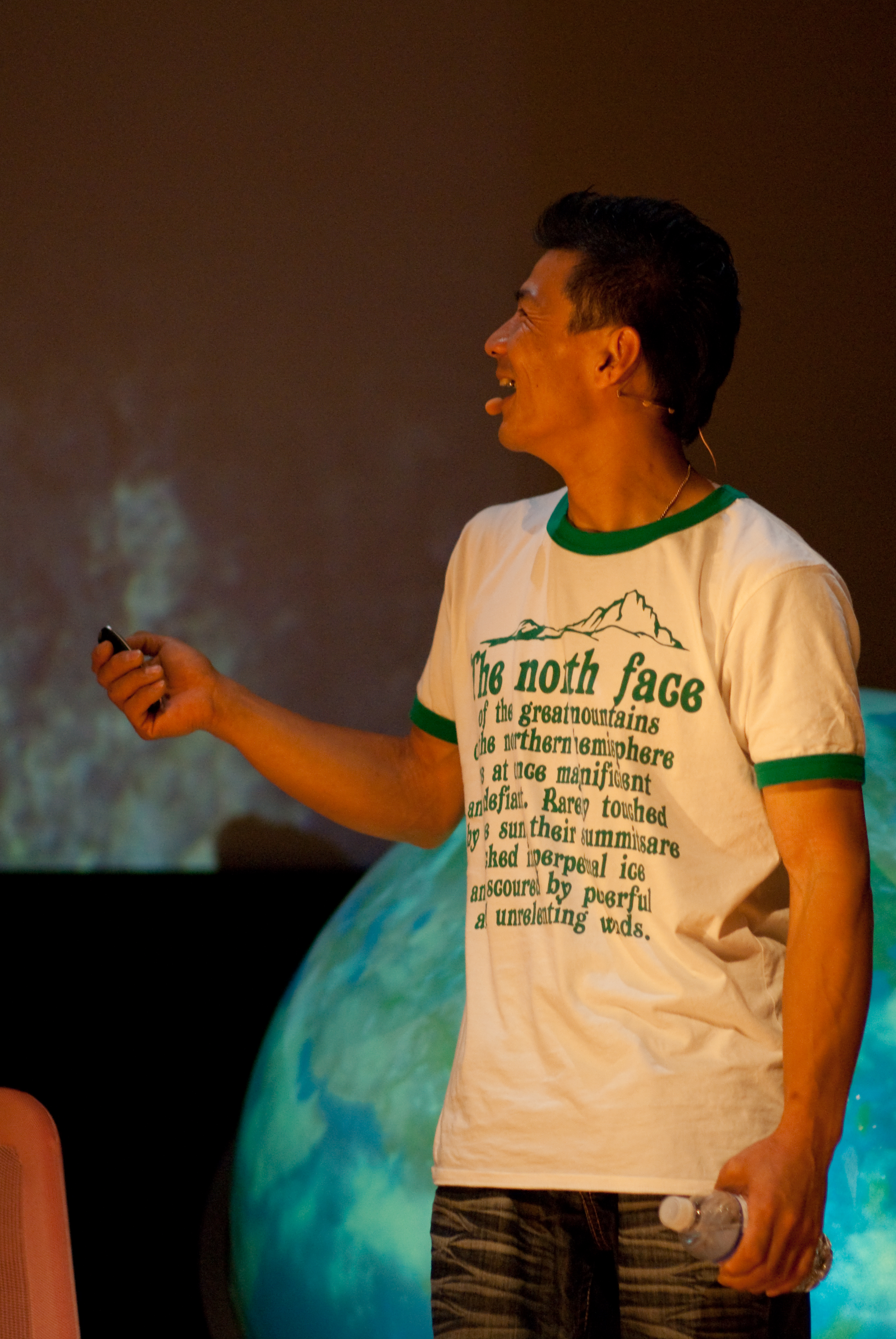
2009年のTEDxTokyoでの平山ユージ

平山 ユージ（ひらやま ユージ、1969年2月23日 - ）は、日本のプロ・フリークライマー。
日本有数のプロクライマーで、芸術的なクライミングスタイルで活躍するトップクライマーの一人である。東京オリンピックではボルダリング競技の解説を務めた。
東京都出身。身長173cm、体重65kg。既婚者で二児（長男、長女）の父親。本名は平山裕示（ひらやまゆうじ）。
長女は、女優・ダンサーの平山ひかる（ひらやまひかる）。

## 経歴
東京都立航空工業高等専門学校入学後の15歳からクライミングを始めると短期間で頭角を現し、日本国内の難関ルートを次々に踏破。高専在学時、既に日本のトップクライマーの仲間入りを果たす。17歳でアメリカ合衆国へ渡り、半年間フリークライミングのトレーニングを積んだ。
その後、19歳の時に単身フリークライミングの本場ヨーロッパへ渡り、フランス・マルセイユを拠点に数々の国際クライミングコンペに出場し、1989年のフランケンユーラカップ優勝をはじめ上位入賞の好成績を残す。
- 1987年3月、御前岩エレファントロック最初の課題 アスリーツボディ(7c+)を開拓初登[1]。
- 1988年1月、御前岩パチンコゲーム (8b+)第二登[1]。
- 1997年9月、アメリカ合衆国ヨセミテ渓谷の岩壁（1,100m、サラテルート）を2日間で完登。
- 1998年、日本人初のワールドカップ総合優勝。
- 2000年、総合優勝（2度目）。
- 2003年、再びヨセミテ渓谷エルニーニョのオンサイトトライ。日本最難ルート・フラットマウンテン(5.14d/15a)初登。
- 2004年、スペイン・ホワイトゾンビ（8c）のオンサイトなどを登攀。
  - ホワイトゾンビのオンサイトクライミングについては、インターネットで動画を見た一部から「オンサイトでは、あんなクライミングができるはずない」との憶測が流れ、この件に関して平山自身のホームページでコメントした[2]。
- 2007年時点では日本をベースにしており、日本各地や世界各国の大会を転戦し、日産自動車が支援するアウトドア系トップアスリート集団Team X-TRAILに参加していた[3]。
- 2008年、神戸岩のボルダーGinga(V14)初登。アメリカ、ヨセミテのエルキャピタン・the Nose(5.14a・31ピッチ)のスピードアッセント世界最速記録を更新(2時間37分5秒、パートナーはハンス・フローリン)。
- 2009年、世界最難クラックのひとつ、カナダ・スコーミッシュのCobra crack(5.14b/c)の第6登に5日間で成功。このカナダツアーで、平山は14aのスポートルートのオンサイトにも成功した。
- 2016年5月、瑞牆のボルダー・ミネルバ（五段 / V14）を完登。それまでに登ったボルダーの最高グレードを更新した[4]。
- 2016年7月3日 ノルウェーフラタンゲルケイブ Odin's Eye 8c+をレッドポイント[5][6]
- 2019年3月-4月 御前岩 Time Machine (8c+)、Climb Machine(8c+)を開拓初登[7]。